# Natagaima
Natagaima est une municipalité colombienne située dans le département de Tolima.